# Pleuridium algesiriense
Pleuridium algesiriense là một loài rêu trong họ Archidiaceae. Loài này được Müll. Hal. ex G. Roth mô tả khoa học đầu tiên năm 1911.